# Grand Prix Formule 1 van Italië 2012
De Grand Prix Formule 1 van Italië 2012 werd gehouden op 9 september 2012 op het Autodromo Nazionale Monza. Het was de dertiende race van het jaar.

## Wedstrijdverslag

### Achtergrond

#### Schorsing Grosjean
Lotus-coureur Romain Grosjean is geschorst voor deze race omdat hij in de vorige race een startongeluk veroorzaakte waarbij hijzelf, Ferrari-coureur Fernando Alonso, McLaren-coureur Lewis Hamilton en Sauber-coureur Sergio Pérez de race moesten staken. De testrijder van Lotus, Jérôme d'Ambrosio, zal Grosjean vervangen voor deze race.

#### DRS-systeem
De coureurs mogen hun DRS-systeem, net als vorig jaar, op twee punten gebruiken in de race. Op de rechte stukken richting de Rettifilo-chicane en de Ascari-chicane mogen de coureurs hun DRS open zetten als ze binnen één seconde van hun voorganger rijden.

### Kwalificatie
Lewis Hamilton behaalde poleposition voor deze race. Zijn teamgenoot Jenson Button behaalde de tweede plaats, voor Ferrari-coureur Felipe Massa. Force India-coureur Paul di Resta werd vierde, voor de Mercedes van Michael Schumacher en de Red Bull van Sebastian Vettel. Schumachers teamgenoot Nico Rosberg en Lotus-coureur Kimi Räikkönen werden zevende en achtste. De Sauber van Kamui Kobayashi en de Ferrari van Fernando Alonso sloten de top 10 af.
Na afloop van de kwalificatie kreeg Williams-coureur Pastor Maldonado een gridstraf van tien plaatsen, vijf voor het maken van een valse start en nog eens vijf voor een botsing met Marussia-coureur Timo Glock, waardoor hij als tweeëntwintigste start. Paul di Resta kreeg na de kwalificatie een straf van vijf plaatsen voor het wisselen van zijn versnellingsbak. Zijn teamgenoot Nico Hülkenberg reed in Q1 geen rondetijd door een probleem met de benzinedruk, maar hij zal de race wel starten.

### Race
Lewis Hamilton won ook de race, voor Sergio Pérez en Fernando Alonso. Diens teamgenoot Felipe Massa eindigde op de vierde plaats, vlak voor Kimi Räikkönen en het Mercedes-duo Michael Schumacher en Nico Rosberg. Paul di Resta eindigde op de achtste plaats, vlak voor Kamui Kobayashi en de Williams van Bruno Senna, die de laatste punten verdeelden.
Hamiltons teamgenoot Jenson Button viel in de 34e ronde stil met een mechanisch probleem. Ook beide Red Bulls haalden de finish niet; Sebastian Vettel moest zes ronden voor de finish opgeven met een motorprobleem, terwijl Mark Webber twee ronden voor de finish opgaf na een spin in de Ascari-chicane waardoor zijn banden niet meer optimaal konden presteren.

## Vrije trainingen
- Er wordt enkel de top 5 weergegeven.

| Vrije training 1 | Pos | No | Coureur            | Constructeur         | Tijd     |
| ---------------- | --- | -- | ------------------ | -------------------- | -------- |
| Vrije training 1 | 1   | 7  | Michael Schumacher | Mercedes             | 1:25.422 |
| Vrije training 1 | 2   | 3  | Jenson Button      | McLaren-Mercedes     | 1:25.723 |
| Vrije training 1 | 3   | 8  | Nico Rosberg       | Mercedes             | 1:25.762 |
| Vrije training 1 | 4   | 5  | Fernando Alonso    | Ferrari              | 1:25.800 |
| Vrije training 1 | 5   | 6  | Felipe Massa       | Ferrari              | 1:25.861 |
| Vrije training 2 | Pos | No | Coureur            | Constructeur         | Tijd     |
| Vrije training 2 | 1   | 4  | Lewis Hamilton     | McLaren-Mercedes     | 1:25.290 |
| Vrije training 2 | 2   | 3  | Jenson Button      | McLaren-Mercedes     | 1:25.328 |
| Vrije training 2 | 3   | 5  | Fernando Alonso    | Ferrari              | 1:25.348 |
| Vrije training 2 | 4   | 6  | Felipe Massa       | Ferrari              | 1:25.430 |
| Vrije training 2 | 5   | 8  | Nico Rosberg       | Mercedes             | 1:25.446 |
| Vrije training 3 | Pos | No | Coureur            | Constructeur         | Tijd     |
| Vrije training 3 | 1   | 4  | Lewis Hamilton     | McLaren-Mercedes     | 1:24.578 |
| Vrije training 3 | 2   | 5  | Fernando Alonso    | Ferrari              | 1:24.579 |
| Vrije training 3 | 3   | 11 | Paul di Resta      | Force India-Mercedes | 1:24.849 |
| Vrije training 3 | 4   | 6  | Felipe Massa       | Ferrari              | 1:24.909 |
| Vrije training 3 | 5   | 3  | Jenson Button      | McLaren-Mercedes     | 1:24.994 |

Testcoureurs:
- Valtteri Bottas (Williams-Renault; P13)
- Jules Bianchi (Force India-Mercedes; P16)
- Ma Qing Hua (HRT-Cosworth; P24)

## Kwalificatie
| Pos                 | No | Coureur            | Constructeur            | Q1        | Q2       | Q3       | Grid |
| ------------------- | -- | ------------------ | ----------------------- | --------- | -------- | -------- | ---- |
| 1                   | 4  | Lewis Hamilton     | McLaren-Mercedes        | 1:24.211  | 1:24.394 | 1:24.010 | 1    |
| 2                   | 3  | Jenson Button      | McLaren-Mercedes        | 1:24.672  | 1:24.255 | 1:24.133 | 2    |
| 3                   | 6  | Felipe Massa       | Ferrari                 | 1:24.882  | 1:24.505 | 1:24.247 | 3    |
| 4                   | 11 | Paul di Resta      | Force India-Mercedes    | 1:24.875  | 1:24.345 | 1:24.304 | 9    |
| 5                   | 7  | Michael Schumacher | Mercedes                | 1:25.302  | 1:24.675 | 1:24.540 | 4    |
| 6                   | 1  | Sebastian Vettel   | Red Bull Racing-Renault | 1:25.011  | 1:24.687 | 1:24.802 | 5    |
| 7                   | 8  | Nico Rosberg       | Mercedes                | 1:24.689  | 1:24.515 | 1:24.833 | 6    |
| 8                   | 9  | Kimi Räikkönen     | Lotus-Renault           | 1:25.151  | 1:24.742 | 1:24.855 | 7    |
| 9                   | 14 | Kamui Kobayashi    | Sauber-Ferrari          | 1:25.317  | 1:24.683 | 1:25.109 | 8    |
| 10                  | 5  | Fernando Alonso    | Ferrari                 | 1:24.175  | 1:24.242 | 1:25.678 | 10   |
| 11                  | 2  | Mark Webber        | Red Bull Racing-Renault | 1:25.556  | 1:24.809 |          | 11   |
| 12                  | 18 | Pastor Maldonado   | Williams-Renault        | 1:25.103  | 1:24.820 |          | 22   |
| 13                  | 15 | Sergio Pérez       | Sauber-Ferrari          | 1:25.300  | 1:24.901 |          | 12   |
| 14                  | 19 | Bruno Senna        | Williams-Renault        | 1:25.135  | 1:25.042 |          | 13   |
| 15                  | 16 | Daniel Ricciardo   | STR-Ferrari             | 1:25.728  | 1:25.312 |          | 14   |
| 16                  | 10 | Jérôme d'Ambrosio  | Lotus-Renault           | 1:25.834  | 1:25.408 |          | 15   |
| 17                  | 17 | Jean-Éric Vergne   | STR-Ferrari             | 1:25.649  | 1:25.441 |          | 16   |
| 18                  | 20 | Heikki Kovalainen  | Caterham-Renault        | 1:26.382  |          |          | 17   |
| 19                  | 21 | Vitali Petrov      | Caterham-Renault        | 1:26.887  |          |          | 18   |
| 20                  | 24 | Timo Glock         | Marussia-Cosworth       | 1:27.039  |          |          | 19   |
| 21                  | 25 | Charles Pic        | Marussia-Cosworth       | 1:27.073  |          |          | 20   |
| 22                  | 23 | Narain Karthikeyan | HRT-Cosworth            | 1:27.441  |          |          | 21   |
| 23                  | 22 | Pedro de la Rosa   | HRT-Cosworth            | 1:27.629  |          |          | 23   |
| 107% tijd: 1:30.067 |    |                    |                         |           |          |          |      |
| 24                  | 12 | Nico Hülkenberg    | Force India-Mercedes    | geen tijd |          |          | 24   |

## Race
| Pos | No | Coureur            | Constructeur            | Rondes | Tijd/Oorzaak uitval | Grid | Punten |
| --- | -- | ------------------ | ----------------------- | ------ | ------------------- | ---- | ------ |
| 1   | 4  | Lewis Hamilton     | McLaren-Mercedes        | 53     | 1:19:41.221         | 1    | 25     |
| 2   | 15 | Sergio Pérez       | Sauber-Ferrari          | 53     | +4.356              | 12   | 18     |
| 3   | 5  | Fernando Alonso    | Ferrari                 | 53     | +20.594             | 10   | 15     |
| 4   | 6  | Felipe Massa       | Ferrari                 | 53     | +29.667             | 3    | 12     |
| 5   | 9  | Kimi Räikkönen     | Lotus-Renault           | 53     | +30.881             | 7    | 10     |
| 6   | 7  | Michael Schumacher | Mercedes                | 53     | +31.259             | 4    | 8      |
| 7   | 8  | Nico Rosberg       | Mercedes                | 53     | +33.550             | 6    | 6      |
| 8   | 11 | Paul di Resta      | Force India-Mercedes    | 53     | +41.057             | 9    | 4      |
| 9   | 14 | Kamui Kobayashi    | Sauber-Ferrari          | 53     | +43.898             | 8    | 2      |
| 10  | 19 | Bruno Senna        | Williams-Renault        | 53     | +48.144             | 13   | 1      |
| 11  | 18 | Pastor Maldonado   | Williams-Renault        | 53     | +48.682             | 22   |        |
| 12  | 16 | Daniel Ricciardo   | STR-Ferrari             | 53     | +50.316             | 14   |        |
| 13  | 10 | Jérôme d'Ambrosio  | Lotus-Renault           | 53     | +1:15.861           | 15   |        |
| 14  | 20 | Heikki Kovalainen  | Caterham-Renault        | 52     | +1 ronde            | 17   |        |
| 15  | 21 | Vitali Petrov      | Caterham-Renault        | 52     | +1 ronde            | 18   |        |
| 16  | 25 | Charles Pic        | Marussia-Cosworth       | 52     | +1 ronde            | 20   |        |
| 17  | 24 | Timo Glock         | Marussia-Cosworth       | 52     | +1 ronde            | 19   |        |
| 18  | 22 | Pedro de la Rosa   | HRT-Cosworth            | 52     | +1 ronde            | 23   |        |
| 19  | 23 | Narain Karthikeyan | HRT-Cosworth            | 52     | +1 ronde            | 21   |        |
| 20  | 2  | Mark Webber        | Red Bull Racing-Renault | 51     | Banden              | 11   |        |
| 21  | 12 | Nico Hülkenberg    | Force India-Mercedes    | 50     | Uitgevallen         | 24   |        |
| 22  | 1  | Sebastian Vettel   | Red Bull Racing-Renault | 47     | Dynamo              | 5    |        |
| DNF | 3  | Jenson Button      | McLaren-Mercedes        | 32     | Mechanisch          | 2    |        |
| DNF | 17 | Jean-Éric Vergne   | STR-Ferrari             | 8      | Spin                | 16   |        |

## Standen na de Grand Prix
- Er wordt enkel de top 5 weergegeven.

### Coureurs
| Positie | Nummer | Rijder           | Team                    | Punten |
| ------- | ------ | ---------------- | ----------------------- | ------ |
| 1       | 5      | Fernando Alonso  | Ferrari                 | 179    |
| 2       | 4      | Lewis Hamilton   | McLaren-Mercedes        | 142    |
| 3       | 9      | Kimi Räikkönen   | Lotus-Renault           | 141    |
| 4       | 1      | Sebastian Vettel | Red Bull Racing-Renault | 140    |
| 5       | 2      | Mark Webber      | Red Bull Racing-Renault | 132    |

### Constructeurs
| Positie | Nummers | Team                    | Rijders                          | Punten |
| ------- | ------- | ----------------------- | -------------------------------- | ------ |
| 1       | 1 2     | Red Bull Racing-Renault | Sebastian Vettel Mark Webber     | 272    |
| 2       | 3 4     | McLaren-Mercedes        | Jenson Button Lewis Hamilton     | 243    |
| 3       | 5 6     | Ferrari                 | Fernando Alonso Felipe Massa     | 226    |
| 4       | 9 10    | Lotus-Renault           | Kimi Räikkönen Jérôme d'Ambrosio | 217    |
| 5       | 7 8     | Mercedes                | Michael Schumacher Nico Rosberg  | 126    |